# Middleport (Pensilvania)
Middleport es un borough ubicado en el condado de Schuylkill en el estado estadounidense de Pensilvania. En el año 2000 tenía una población de 458 habitantes y una densidad poblacional de 411.4 personas por km².

## Geografía
Middleport se encuentra ubicado en las coordenadas 40°43′39″N 76°05′08″O / 40.72750, -76.08556.

## Demografía
Según la Oficina del Censo en 2000 los ingresos medios por hogar en la localidad eran de $30,114 y los ingresos medios por familia eran $34,688. Los hombres tenían unos ingresos medios de $30,333 frente a los $18,750 para las mujeres. La renta per cápita para la localidad era de $13,931. Alrededor del 9.5% de la población estaba por debajo del umbral de pobreza.